# 灰头鸫
灰头鸫（学名：Turdus rubrocanus）为鶲科鸫属的鸟类。分布于巴基斯坦、印度、阿富汗、不丹、缅甸以及中国大陆的甘肃、陕西、湖北、贵州、四川、西藏、青海、云南、山东等地，主要栖息于在西藏栖于海拔3800米左右的云杉林下灌丛和河滩灌丛中、在四川栖于海拔3200-3400米林间灌丛、在贵州见于海拔2400-2850米的杂木林中以及在陕西见于海拔1950-3400米地带。该物种的模式产地在尼泊尔。

## 亚种
- 灰头鸫西南亚种（学名：Turdus rubrocanus gouldii）。分布于尼泊尔、印度、缅甸以及中国大陆的甘肃、陕西、湖北、贵州、四川、西藏、青海、云南、山东等地。该物种的模式产地在四川宝兴。[2]